# 罗斯玛丽·阿克曼

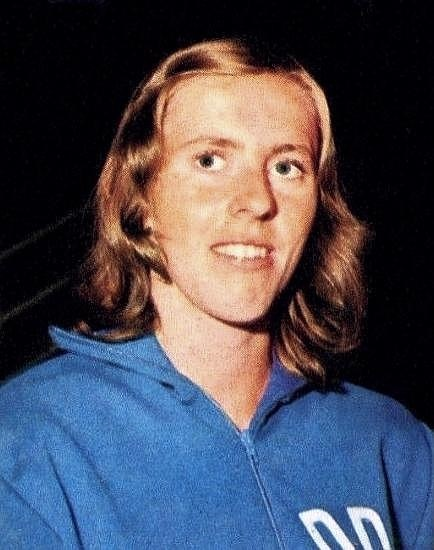
罗斯玛丽·阿克曼 (1976年)

罗斯玛丽·阿克曼（德語：Rosemarie Ackermann，1952年4月4日—），旧姓维恰斯（Witschas），德国女子田径运动员。她曾代表东德参加1972年、1976年和1980年夏季奥林匹克运动会田径比赛，其中1976年奥运会获得一枚金牌。